# Berrias

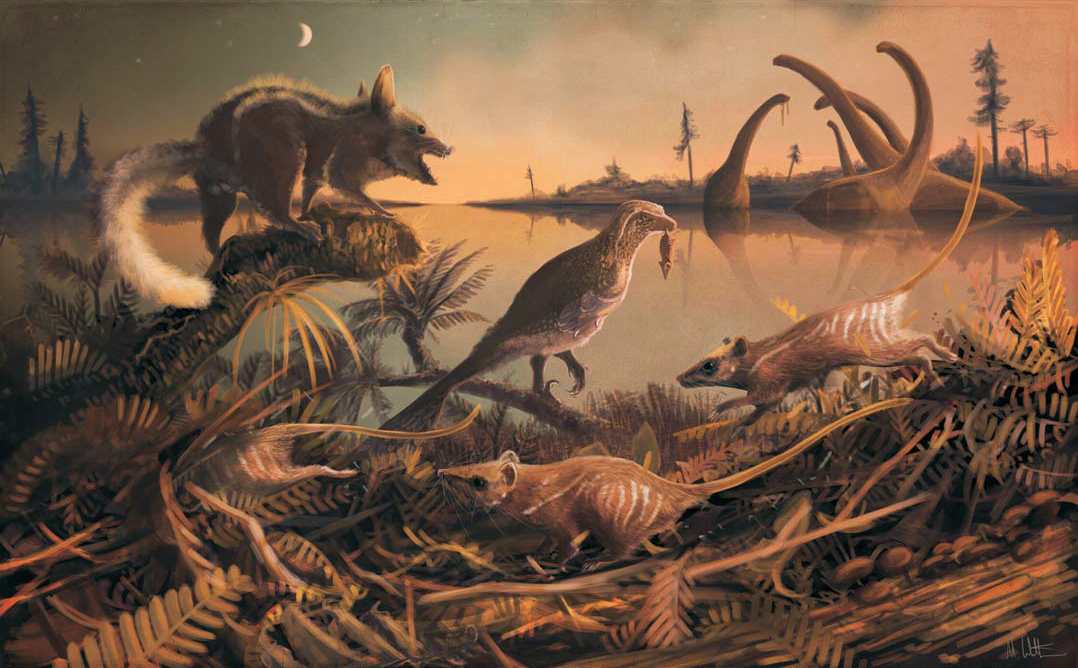
Umělecká rekonstrukce ekosystému z období berriasu na území dnešní Anglie. Dravý dinosaurus rodu Nuthetes loví malé savce rodu Durlstodon a Durlstotherium

Berrias [berias]  je první, nejstarší chronostratigrafický stupeň spodní křídy, který je datován do rozmezí před 145,0 až 139,8 Ma (milionů let). Berriasu předcházel tithon (poslední stupeň jury) a následoval ho valangin.

## Definice
Stupeň berrias byl představen ve vědecké literatuře Henrym Coquandem v roce 1869. Je pojmenován po obci Berrias-et-Casteljau v regionu Ardèche ve Francii.
Začátek (báze) berriasu, který je zároveň začátkem periody křída, je tradičně umístěn při prvním výskytu fosilií amonitu druhu Berriasella jacobi. 
V oblasti moře Tethys obsahuje berrias čtyři amonitové biozóny.
Konec berriasu (báze hoterivu) je spojen s prvním výskytem calpionellidu druhu Calpionellites darderi ve stratigrafickém sloupci. Je to jen o málo níže pod prvním výskytem amonitu druhu Thurmanniceras pertransiens.

## Biosféra
V tomto období nejstarší křídy dominovali souším nadále dinosauři, jako byl například v západní Evropě žijící rebbachisauridní sauropod rodu Xenoposeidon nebo nodosaurid rodu Hylaeosaurus.